# El Ilustrador Nacional
El Ilustrador Nacional fue un periódico insurgente que se publicó durante la guerra de la independencia de México del 11 de abril al 16 de mayo de 1812.

## Historia
Al perder los primeros insurgentes la batalla de Puente de Calderón dejó de publicarse El Despertador Americano en enero de 1811. Un año más tarde el doctor José María Cos comenzó a editar en la imprenta de la nación, en Real de Sultepec, el periódico El Ilustrador Nacional para continuar difundiendo la ideología independentista.  
La labor para imprimir este periódico fue bajo condiciones políticas y económicas adversas. Los tipos fueron fabricados manualmente y en lugar de tinta se utilizó añil.  Se publicaron seis números:
- El número 1 justificó la actitud de los insurgentes explicando la conducta del gobierno virreinal.
- El número 2 informó con más detalle los motivos de la guerra a raíz de los acontecimientos ocurridos en la Península en 1808. Por otra parte dio a conocer lo que sucedía en el sitio de Cuautla.
- Los números 3 y 4 incluyeron partes de guerra, dirigidos a Ignacio López Rayón —entonces presidente de la  Suprema Junta Gubernativa de América—, acerca de los asaltos a la ciudad de Toluca. Por otra parte se informó de la pena de muerte ejercida en la villa de Coyoacán a un reo por su adhesión al gobierno europeo.
- El número 5 contenía una reflexión al respecto de la prensa oficial del gobierno virreinal.
- El número 6 informó las acciones de José María Morelos para romper el sitio de Cuautla.[1]

Cos continuó la labor de difusión de la causa insurgente en El Ilustrador Americano y en Semanario Patriótico Americano. En todas estas publicaciones se decía que los gachupines del gobierno virreinal no defendían la corona de  Fernando VII pues eran cómplices de Napoleón, asimismo se decía que el virrey Francisco Xavier Venegas y sus principales jefes eran francmasones.